# Ludwig Frank
Ludwig Frank (24. května 1883 Mariánské Lázně – 4. listopadu 1945 Plzeň) byl rakousko-uherský důstojník a československý politik německé národnosti, meziválečný senátor Národního shromáždění ČSR za Sudetoněmeckou stranu (SdP).

## Biografie
Narodil se do rodiny malíře pokojů Franze Franka. Vychodil národní školu a nižší gymnázium, pak nastoupil do kadetní školy. Roku 1903 se stal poručíkem, roku 1909 nadporučíkem u 99. pěchotního regimentu. Nastoupil na válečnou školu ve Vídni. Roku 1910 byl přidělen ke generálnímu štábu. Zde byl od roku 1913 hejtmanem.
Za první světové války působil jako důstojník v generálním štábu rakousko-uherské armádě a vedl bojové akce. Bojoval na ruské, haličské, tyrolské frontě a na Soče. Dosáhl hodnosti majora generálního štábu. Po válce byl v Československu aktivní v organizacích německojazyčných válečných veteránů. Profesí byl majitelem garáží v Úšovicích. Bytem Mariánské Lázně.
Byl aktivní i politicky. Od roku 1934 byl krajským vedoucím SdP. V parlamentních volbách v roce 1935 získal senátorské křeslo v Národním shromáždění. V senátu setrval do října 1938, kdy jeho mandát zanikl v důsledku změn hranic Československa. Byl předsedou senátního klubu SdP.
V letech 1938–1945 byl za NSDAP poslancem na Říšském sněmu v Berlíně.
Angažoval se v útvaru Reichsluftschutzbund (vzdušná obrana) v Sudetech. Po roce 1945 byl vydán československým úřadům a popraven oběšením ve věznici v Plzni na Borech.